# Adonisea conizae
Adonisea conizae är en fjärilsart som beskrevs av David F. Hardwick 1958. Adonisea conizae ingår i släktet Adonisea och familjen nattflyn. Inga underarter finns listade i Catalogue of Life.